# Камышовское сельское поселение
Камышовское се́льское поселе́ние — муниципальное образование в Смидовичском районе Еврейской автономной области Российской Федерации.
Административный центр — село Камышовка.

## История
Статус и границы сельского поселения установлены Законом Еврейской автономной области от 26 ноября 2003 года № 228-ОЗ «О статусе и границе Смидовичского муниципального района»

## Население
| 2010  | 2011  | 2012  | 2013  | 2014  | 2015  | 2016  |
| ----- | ----- | ----- | ----- | ----- | ----- | ----- |
| 2086  | ↘2079 | ↘2031 | ↘2022 | ↗2029 | ↘1982 | ↘1951 |
| 2017  | 2018  | 2019  | 2020  | 2021  | 2023  |       |
| ↘1947 | ↘1904 | ↘1881 | ↘1866 | ↘1376 | ↗1380 |       |

## Состав сельского поселения
| № | Населённый пункт | Тип населённого пункта       | Население |
| - | ---------------- | ---------------------------- | --------- |
| 1 | Даниловка        | село                         | ↗858      |
| 2 | Дежнёвка         | железнодорожная станция      | 62        |
| 3 | Камышовка        | село, административный центр | ↗1123     |
| 4 | Нижнеспасское    | село                         | ↗43       |